# Société nationale de radiodiffusion-télévision d'Ouzbékistan
Société nationale de radiodiffusion-télévision d'Ouzbékistan (ouzbek : Oʻzbekiston Milliy teleradiokompaniyasi; MTRK) est la chaîne de télévision généraliste et la radio publique au Ouzbékistan.